# Scaphella dubia
Scaphella dubia är en snäckart som först beskrevs av William John Broderip 1827.  Scaphella dubia ingår i släktet Scaphella och familjen Volutidae.

## Underarter
Arten delas in i följande underarter:
- S. d. dubia
- S. d. ethelae
- S. d. georgiana
- S. d. neptunia
- S. d. schmitti